# Saint-Rémy (Ain)
Saint-Rémy è un comune francese di 892 abitanti situato nel dipartimento dell'Ain della regione dell'Alvernia-Rodano-Alpi.

## Società

### Evoluzione demografica
Abitanti censiti